# El húsar de la muerte
El húsar de la muerte és una pel·lícula muda xilena de 1925. Va ser escrita, dirigida i protagonitzada per Pedro Sienna. La cinta narra les aventures del pròcer xilè Manuel Rodríguez durant el període de la Reconquesta fins a la seva mort en 1818.
El húsar va ser estrenada el 24 de novembre de 1925 en els teatres el Brasil, Setembre, Esmeralda i O´Higgins a Santiago.
La cinta va ser restaurada en 1962 i 1995. Gràcies a això, és l'únic film mut de Xile que pot veure's de manera íntegra a l'actualitat. Va ser a més nomenada monument històric, l'única pel·lícula a rebre aquella denominació.

## Argument
La pel·lícula comença després del desastre de Rancagua, batalla de 1814 en què les forces realistes van derrotar a les xilenes. Mentre els realistes celebren la victòria, Manuel Rodríguez els envia una nota que diu: "No alegrar-se massa. S'acosta l'hora de la llibertat. Morin els tirans Visca la Pàtria!" Els patriotes, que escassegen en número, recuperen l'ànim quan Manuel Rodríguez els visita. Allí, Rodríguez els comunica que ha de viatjar a Mendoza per a reunir-se amb San Martín, on avaluaran els passos a seguir.
Al seu retorn, Manuel Rodríguez es troba amb dos soldats Talaveras, però aconsegueix derrotar-los. La notícia de l'arribada de Rodríguez preocupa els realistes, sobretot al capità Vicente San Bruno, qui veu en ell una amenaça. Per a no ser reconegut, el guerriller es disfressa, la qual cosa li permet transitar per la ciutat. Un dia, Rodríguez veu i s'enamora de Carmen de Aguirre, filla del marquès d'Aguirre.
Rodríguez comença a encoratjar i reclutar patriotes disposats a lluitar per la independència del país. Entre els qui segueixen al guerriller està “el huacho pelao”, un nen que cansat dels cops dels soldats realistes decideix lluitar contra els espanyols. Mentrestant, les forces realistes estan després del pas de Rodríguez, però aconsegueix sempre burlar-los.
Gràcies a les seves disfresses, Manuel Rodríguez aconsegueix entrar a la casa del governador Francisco Casimiro Marcó del Pont, fent-se passar per un comte. Allí, amb l'ajuda de “el huacho pelao”, roba uns documents del governador. Després de descobrir el que va fer el rebel, el governador ofereix una recompensa a qualsevol que capturi a Rodríguez, viu o mort. En sentir això, un dels homes de Rodríguez el traeix, i li diu a les autoritats el parador del guerriller. No obstant això, Rodríguez s'assabenta del fet abans que les tropes arribin al lloc.
Després d'això, Rodríguez i els seus homes són perseguits fins al fonc d'Aguirre, on els realistes pretenen acorralar-lo. En l'enfrontament és ferit per una bala i portat a la hisenda, on reconeix a Carmen de Aguirre, qui cuida d'ell. Quan el capità San Bruno va a la hisenda per a interrogar-lo, Rodríguez el venç en un duel d'espases. Després d'això, Rodríguez abandona la hisenda per a anar a Mendoza, acomiadant-se de Carmen.
A Mendoza, Rodríguez li lliura a Sant Martí els documents que havia robat al governador. La pel·lícula acaba amb subtítols que narren els esdeveniments posteriors, com la batalla de Maipú i l'ascens d’O'Higgins al poder. Finalment, es mostra una escena en què un soldat narra la mort de Manuel Rodríguez als amics del guerriller. El grup va al lloc on està el seu cadàver i el sepulten.

## Repartiment

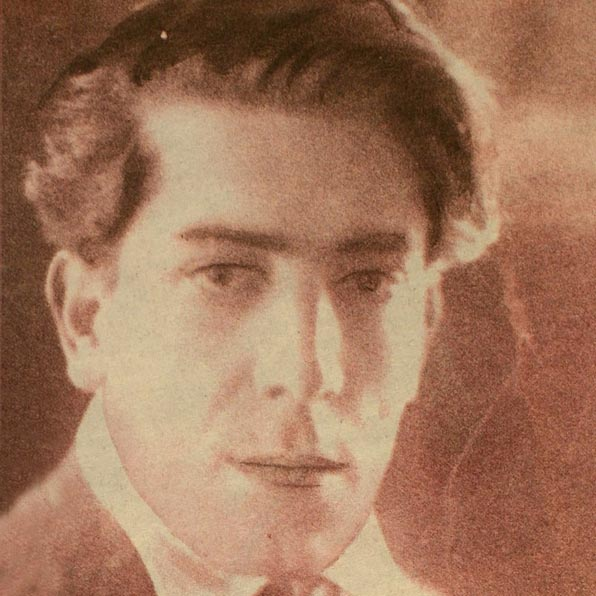
Pedro Sienna, protagonista de la pel·lícula.

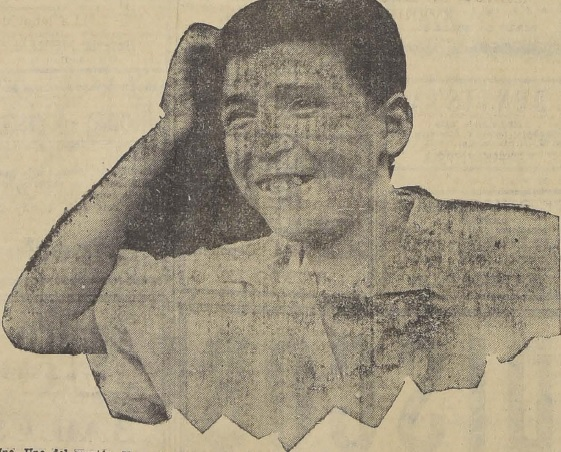
Guillermo Barrientos va personificar «el huacho pelao»

| Actor                                                     | Personatge                |
| --------------------------------------------------------- | ------------------------- |
| Pedro Sienna                                              | Manuel Rodríguez          |
| Clara Werther                                             | Carmen de Aguirre         |
| Piet Van Ravenstein                                       |                           |
| Guillermo Barrientos                                      | El huacho pelao           |
| María de Hanning                                          |                           |
| Dolores Anziani                                           | Charito                   |
| Hugo Silva Endeiza                                        | Jefe de hogar - Patriota  |
| Guido Silva Nilsen (fill de Víctor Domingo Silva Endeiza) | Nen jugant al començament |
| Piet van Ravebstein                                       | Enoc Vidal el Gran        |
| Luis Baeza                                                |                           |
| Octavio Soto                                              |                           |
| Federico Geimza                                           |                           |
| Emilia Sierra                                             |                           |
| Ángel Díaz                                                |                           |
| Víctor Véjar                                              |                           |

## Producció
Segons Pedro Sienna, les condicions en què va ser rodada la pel·lícula eren precàries. Els llocs on van filmar "eren llocs que per la seva disposició i traça no passaven de constituir un racó de pati, galpón, antiga cavallerissa o el que fora". Gran part de les escenes van ser realitzades utilitzant la llum del dia, la intensitat del qual era graduada amb un tendal de llençols. Durant la primera etapa de producció del film en 1925, la pel·lícula va tenir el títol preliminar de «El Guerrillero».

## Recepció

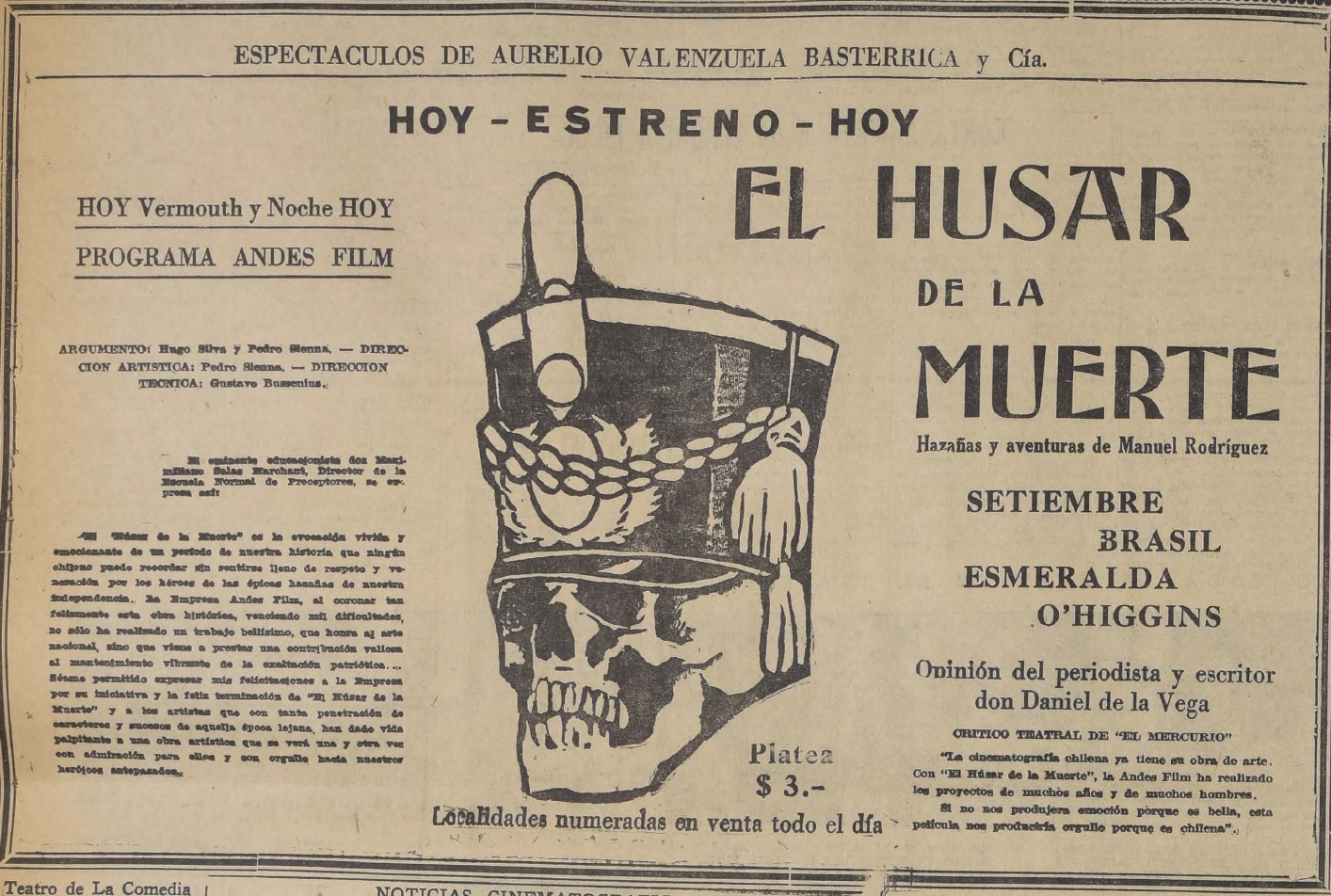
Publicitat de la pel·lícula el dia de la seva estrena. Al diari La Nación, 24 de novembre de 1925.

El húsar de la muerte va obtenir una resposta positiva per part de la crítica cinematogràfica xilena. Segons El Diario Ilustrado:
| « | les seves escenes senzilles i nítides, deixen aquesta impressió agradable d'estar vivint aquesta època de gestes i glòries on se sent transportat per l'encant i perfecció tant de la trama com de la correcta interpretació. | » |

Pel diari El Mercurio:
| « | Pedro Sienna, l'hàbil director artístic de l'Andes Film, caracteritza amb perfecció a l'insigne guerriller, així com Gustavo Bussenius el competent i actiu director tècnic completa aquest treball amb la perfecció dels detalls i la filmació correcta de la millor i més perfecta pel·lícula xilena. | » |

A la crítica de la revista Zig-Zag es va sostenir que la pel·lícula
| « | (entrega) concessions al gust de la galeria, que delira d'entusiasme en uns certs passatges; però en resum, deixa la impressió d'un argument pensat amb intel·ligència i ben desenvolupat. | » |

La pel·lícula va ser un èxit de taquilla. En el seu primer mes va ser vista per més de cent mil persones.

## Restauració

Notícia de la sonorització de la pel·lícula, gener de 1942

En 1942 es va realitzar una còpia sonorizada de la pel·lícula als Estudios Pardo. Fou exhibida als teatres Portugal, Esmeralda, Alameda i Colón de Santiago de Xile.
En 1958, el documentalista xilè Sergio Bravo Ramos va adquirir diversos rotllos de cintes antigues, entre les quals es trobava El húsar de la muerte. Quatre anys més tard, Bravo va començar el procés de restauració de la pel·lícula, finançat per la Universitat de Xile a través del seu Centro de Cine Experimental. En 1964 es va agregar una banda sonora amb temes composts per Sergio Ortega.
Posteriorment, en 1995, la divisió de cultura del Ministeri d'Educació va realitzar una nova còpia de la pel·lícula. El procés va durar un any, i es va fer a través del nitrat de cel·lulosa del film emmagatzemada en la Cineteca de la Universitat de Xile. Aquesta versió va comptar amb una nova música incidental composta per Horacio Salinas, interpretada pel grup Inti Illimani. Tant aquesta labor de restauració com la de 1962 han permès que El húsar de la muerte sigui l'única pel·lícula muda xilena a poder ser vista íntegrament en l'actualitat.
La cinta va ser declarada Monument Històric Nacional a través del Decret N° 742 del 13 de juliol de 1998. És l'única pel·lícula xilena a rebre aquella denominació.

## Adaptació teatral
L'any 2000, la companyia de teatre xilena La Patogallina va estrenar el muntatge El húsar de la muerte, un espectáculo basado en las hazañas de Manuel Rodríguez, no sols inspirada en la temàtica d'aquesta pel·lícula, sinó a més en la seva estètica en blanc i negre i amb trets expressionistes.